# Chung Tấn Phát
Chung Tấn Phát (1932-2021), nguyên là một tướng lĩnh Bộ binh của Quân lực Việt Nam Cộng hòa, cấp bậc Chuẩn tướng. Ông xuất thân từ những khóa đầu tiên ở trường Sĩ quan Trừ bị do Chính phủ Quốc gia Việt Nam và Quân đội Pháp mở ra ở miền Nam Việt Nam. Ra trường ông được chọn về đơn vị Bộ binh trong Quân đội Liên hiệp Pháp. Sau này ông được chuyển sang phục vụ ở lĩnh vực Tham mưu và Văn phòng.

## Tiểu sử & Binh nghiệp
Ông sinh ngày 4 tháng 6 năm 1932, trong một gia đình Công Giáo, có truyền thống hiếu học tại Gia Định, miền Nam Việt Nam. Năm 1952, ông tốt nghiệp Trung học chương trình Pháp tại Sài Gòn với văn bằng Tú tài bán phần (Part I). Được bổ dụng làm công chức tại Gia Định cho đến ngày gia nhập quân đội.

### Quân đội Quốc gia Việt Nam
Năm 1953, thi hành lệnh động viên, ông nhập ngũ vào Quân đội Quốc gia. Theo học khóa 3 Đống Đa 1 tại trường Sĩ quan Trừ bị Thủ Đức. Năm 1954, tốt nghiệp với cấp bậc Thiếu úy. Ra trường được chọn phục vụ trong Tiểu đoàn khinh binh Việt Nam với chức vụ Trung đội trưởng.
Tháng 8 năm 1954, sau Hiệp định Genève ngày 20 tháng 7, ông được cử giữ chức vụ Đại đội phó, rồi quyền Đại đội trưởng.

### Quân đội Việt Nam Cộng hòa
Cuối năm 1955, sau khi Quân đội Quốc gia Việt Nam đổi danh xưng thành Quân đội Việt Nam Cộng hòa, ông được thăng cấp Trung úy và chính thức giữ chức vụ Đại đội trưởng.
Đầu năm 1959, ông được thăng cấp Đại úy tại nhiệm giữ chức vụ Tiểu đoàn phó, rồi Tiểu đoàn trưởng.
Cuối năm 1963, sau cuộc đảo chính lật đổ Chính quyền Tổng thống Ngô Đình Diệm ngày 1 tháng 11 của nhóm tướng lãnh do Trung tướng Dương Văn Minh lãnh đạo. Ngày 2 tháng 11, ông được thăng cấp Thiếu tá tại nhiệm.
Tháng 6 năm 1965, ông được cử làm chỉ huy phó Trung đoàn Bộ binh, sau đó được cử chính thức chức vụ Trung đoàn trưởng.
Ngày Quốc khánh Đệ Nhị Cộng hòa 1 tháng 11 năm 1967, ông được thăng cấp Trung tá và được cử giữ chức vụ Tham mưu trưởng Sư đoàn Bộ binh.
Ngày Quân lực 19 tháng 6 năm 1971, ông được thăng cấp Đại tá tại nhiệm. Sau đó, được bổ nhiệm chức vụ Tham mưu trưởng trong Bộ tư lệnh Quân đoàn IV và Quân khu 4 ở vùng Đồng bằng sông Cửu Long (miền Tây Nam phần).
Đầu năm 1973, ông được chuyển về Trung ương, phục vụ ở Bộ Quốc phòng với chức vụ phó Trưởng phòng.

## 1975
Trung tuần tháng 4, ông được thăng cấp Chuẩn tướng tại nhiệm. Cuối tháng 4, ông được cử làm Chánh văn phòng cho Thủ tướng Vũ Văn Mẫu.
Sau ngày 30 tháng 4, ông ra trình diện Chính quyền mới, chính quyền đã đưa ông đi học tập cải tạo 13 năm (1975-1988). Đầu thập niên 90, ông cùng gia đình được Chính phủ Hoa Kỳ bảo lãnh theo diện HO sang định cư tại Fountain Valley, California.
Ngày 18 tháng 4 năm 2021, ông từ trần tại nơi định cư, hưởng thọ 89 tuổi.

## Gia đình
- Bào huynh: Chung Tấn Thắng[1], Chung Tấn Cang[2], Chung Tấn Cường[3]
- Bào muội: Chung Thị Đạt
- Các con: Chung Tấn Nhơn, Chung Tấn Nghĩa, Chung Tấn Phước, Chung Tấn Thiện, Chung Tấn Khiêm.